# Vidya Balan
Vidya Balan (Palakkad, Kerala; 1 de enero de 1979) es una actriz y cantante ocasional india, que aparece principalmente en Hindi films, además de las películas en bengalí y malayalam. Después de graduarse con una licenciatura en sociología, ella comenzó su carrera protagonizando vídeos musicales, programas de televisión y comerciales, antes de hacer su debut en el cine con la película independiente bengalí, Bhalo Theko (2003). Balan recibió un anuncio positivo para su primera película de Hindi, Parineeta (2005), y lo siguió con un papel protagónico en la exitosa película Lage Raho Munna Bhai (2006), y otras películas de éxito tales como Guru, Heyy Babyy y Bhool Bhulaiyaa (todas en 2007).
2009 marcó el comienzo del período más exitoso en la carrera de Balan, interpretando cinco funciones con amplia aclamación crítica en Paa (2009), Ishqiya (2010), No One Killed Jessica (2011), The Dirty Picture (2011 ) y Kahaani (2012). Estos papeles han seguido estableciéndola como una de las actrices protagonistas contemporáneas del cine hindi y le valió varios premios importantes.

## Carrera
Su carrera como actriz comenzó cuando se inscribió en Chakra, una película de Malayalam junto Mohanlal, que fue dejada de lado. Después de eso, ella firmó para la película de Tamil, Run, pero por razones no reveladas, fue abandonada después de una primera lista y sustituida por Meera Jasmine.

## Para leer más
- Roy, Priyanka (3 de diciembre de 2011). «Bombaat!». The Telegraph (Calcutta, India: Ananda Publishers). Consultado el 11 de enero de 2012.
- Sanghvi, Vir (17 de diciembre de 2011). «Why Vidya Balan rules». Hindustan Times. Archivado desde el original el 7 de enero de 2012. Consultado el 11 de enero de 2012.
- Baliga, Shashi (2 de diciembre de 2011). «Vidya gets dirty... and how!». The Hindu. Archivado desde el original el 8 de enero de 2012. Consultado el 8 de enero de 2012.